# Saint-Aubin-d’Aubigné
Saint-Aubin-d’Aubigné (bret. Sant-Albin-Elvinieg) – miejscowość i gmina we Francji, w regionie Bretania, w departamencie Ille-et-Vilaine.
Według danych na rok 1990 gminę zamieszkiwało 2170 osób, a gęstość zaludnienia wynosiła 92 osoby/km² (wśród 1269 gmin Bretanii Saint-Aubin-d’Aubigné plasuje się na 281. miejscu pod względem liczby ludności, natomiast pod względem powierzchni na miejscu 406.).